# Drôle de Félix
Drôle de Félix is een Franse film uit 2000, geschreven en geregisseerd door Olivier Ducastel en Jacques Martineau. De film ging in februari in première op het Internationaal filmfestival van Berlijn in de Panorama-sectie. waar hij de Teddy Award won.

## Verhaal
Félix is een vrolijke homoseksuele Frans-Arabische jongen die in Dieppe samenwoont met zijn vriend, de leraar Daniel. Hij is seropositief en wanneer hij werkloos wordt, heeft hij tijd om zijn oude droom te realiseren. Hij trekt naar Marseille om zijn vader op te zoeken die hij nog nooit ontmoet heeft. Romantisch als hij is besluit hij te liften langs binnenwegen en met geleende auto’s te rijden. Tijdens zijn tocht in de lente leert hij een aantal interessante mensen kennen zoals een puber die zich tot hem aangetrokken voelt, een oude dame die gezelschap zoekt en een jonge moeder met kinderen van verschillende vaders. Hoe meer ontmoetingen hij heeft, hoe verder zijn einddoel verwijderd lijkt.

## Rolverdeling
| Acteur            | Personage       |
| ----------------- | --------------- |
| Sami Bouajila     | Félix           |
| Patachou          | Mathilde Firmin |
| Ariane Ascaride   | Isabelle        |
| Pierre-Loup Rajot | Daniel          |
| Maurice Bénichou  | Visser          |
| Charly Sergue     | Jules           |

## Productie
De film ontving redelijk positieve kritieken van de filmcritici met een score van 69% op Rotten Tomatoes.

## Prijzen en nominaties
De belangrijkste:
| Jaar | Prijs                    | Categorie                            | Genomineerde(n)                       | Uitslag  |
| ---- | ------------------------ | ------------------------------------ | ------------------------------------- | -------- |
| 2000 | Teddy Award              | Beste film                           | Olivier Ducastel en Jacques Martineau | Gewonnen |
| 2000 | Teddy Award              | Siegessäule lezersprijs              | Olivier Ducastel en Jacques Martineau | Gewonnen |
| 2000 | Filmfestival van Cabourg | Swann d'Or voor mannelijke revelatie | Sami Bouajila                         | Gewonnen |